# Windmühle (Janov u Hřenska)

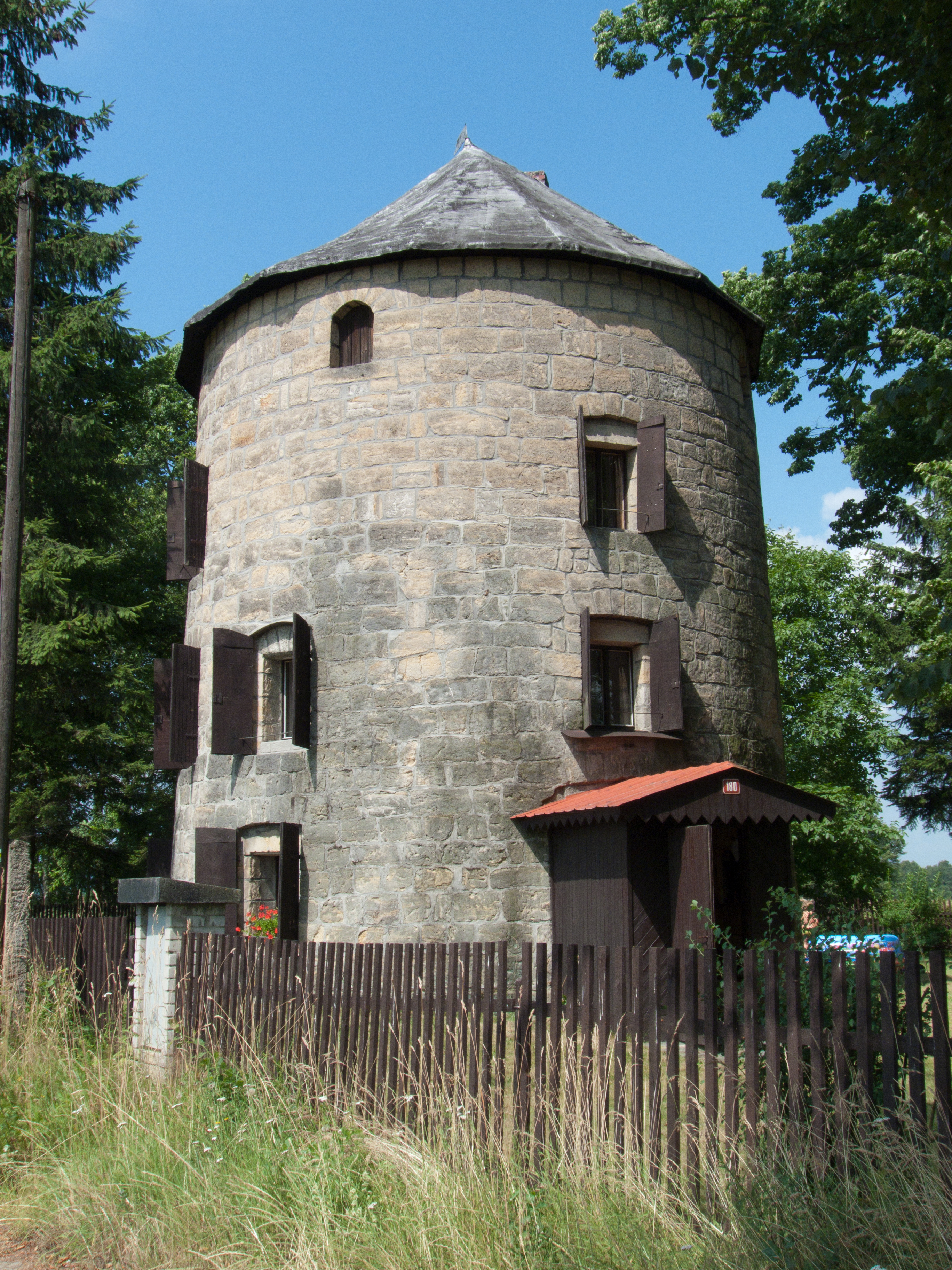
Windmühle in Janov

Die Windmühle in Janov u Hřenska (deutsch Jonsdorf), einer tschechischen Gemeinde im Okres Děčín in der Region Ústecký kraj, wurde 1844 errichtet. Die Windmühle südwestlich des Ortes ist ein geschütztes Kulturdenkmal.
Die ehemalige Holländerwindmühle aus Bruchsteinquadern des heimischen Sandsteins wurde zu einem Wohnhaus umgebaut.